# Museo del Aire de Nueva Inglaterra
El Museo del Aire de Nueva Inglaterra (Inglés: New England Air Museum) es un museo aeroespacial estadounidense ubicado junto al Aeropuerto Internacional Bradley en Windsor Locks, Connecticut . El museo consta de tres hangares de exposición y hangares adicionales de almacenamiento y restauración. Sus colecciones incluyen aeronaves que van desde las primeras máquinas voladoras hasta aviones supersónicos, así como motores y otros equipos relacionados con el vuelo. Entre los aviones más importantes se incluyen:
- La cesta del globo de Silas Brooks: el avión construido en Estados Unidos más antiguo que aún se conserva
- El Sikorsky VS-44A, el único hidroavión transoceánico comercial de cuatro motores construido en Estados Unidos que aún se conserva
- El dirigible controlado Goodyear ZNPK-28, uno de los dos únicos dirigibles de clase K que aún se conservan en el mundo.

La biblioteca del museo cuenta con aproximadamente 6.000 libros de aviación, aproximadamente 20.000 publicaciones periódicas, aproximadamente 10.000 manuales técnicos, aproximadamente 21.000 fotografías, casi 8.000 diapositivas, más de 200 piezas de arte, más de 1.200 grabados y aproximadamente 500 dibujos y planos de ingeniería.  </link>
La misión del Museo del Aire de Nueva Inglaterra es presentar la historia de la aviación, el genio humano que la hizo posible y los profundos efectos que ha tenido en la forma en que vivimos. 

## Historia
El museo comenzó cuando un grupo de empleados de Pratt & Whitney formó la Asociación Histórica Aeronáutica de Connecticut para salvar un biplano construido por Louis Bancroft. Aunque el avión sería posteriormente destruido en un incendio, el grupo continuó.  El primer edificio de exhibición, una cúpula inflable, se construyó en 1967. 
En 1981, se construyó el primer edificio actual después de que un tornado destruyera la ubicación anterior del museo junto a la Ruta 75 en 1979. Desde entonces, el museo ha añadido un hangar de restauración en 1989, un edificio de almacenamiento en 1991, un hangar militar en 1992, un hangar del 58.º Ala de Bombardeo en 2003 y un hangar de almacenamiento en 2010. 
El museo fue renovado en 2017 con la adición de un entrepiso en dos de los hangares para ofrecer vistas de la aeronave desde arriba. Al mismo tiempo se instaló un nuevo sistema de calefacción y aire acondicionado e iluminación LED.  
En junio de 2023, el museo inauguró una nueva exposición sobre los aviadores de Tuskegee y recibió una subvención para construir un estudio de grabación.   Al mes siguiente contrató a un nuevo curador y gerente de colecciones. 
A principios de 2024, el museo anunció planes para una nueva 35 ft² (3,3 m²)   hangar que incluirá un Challenger Learning Center y un domo digital que se utilizará como planetario.  

## Exposiciones

El hangar principal de exposiciones

Las exhibiciones incluyen la historia de Sikorsky Aircraft, simuladores de vuelo basados en computadora y el Memorial del 58th Bombardment Wing, cuya pieza central es un B-29A restaurado. Además, hay exhibiciones sobre la aviación francesa temprana, los aviadores de Tuskegee, el escuadrón Kosciuszko, las mujeres de Nueva Inglaterra en la aviación y el 57.º Grupo de Cazas.  </link>

## Aeronaves en exhibición
- AeroVelo Atlas – Sección parcial[14]
- Bell AH-1S Cobra[15]
- Bell UH-1B Iroquois 62-02550[16]
- Blériot XI[17]

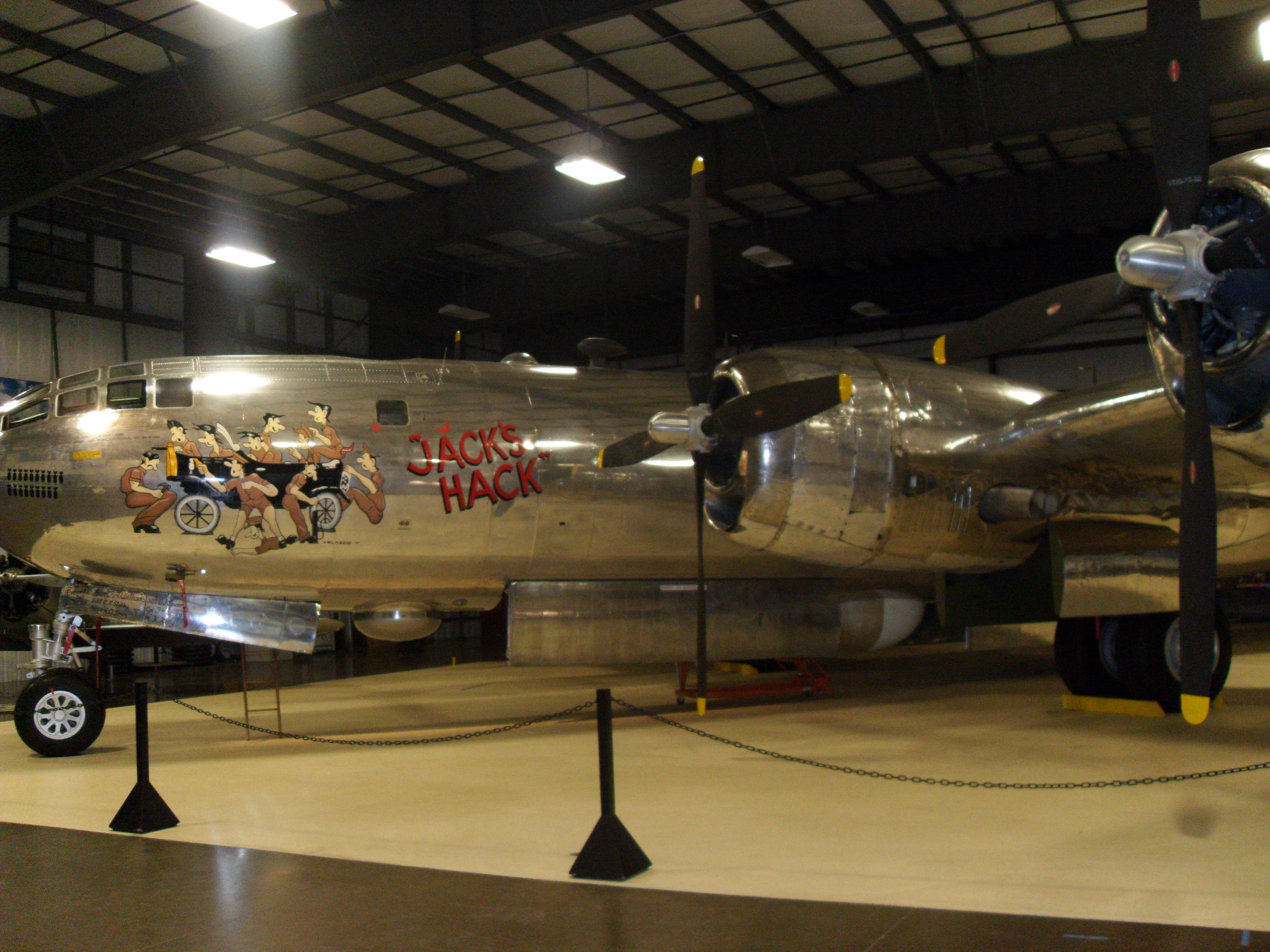
Superfortress B-29

- Boeing B-29A Superfortress 44-61975 Jack’s Hack[18]
- Burnelli CBY-3 Loadmaster[19]
- Chanute Herring Glider – Réplica[20]
- Chance Vought XF4U-4 Corsair 80759[21]
- Curtiss Model D – Réplica[22]
- de Havilland C-7 Caribou 62-4188[23]
- Doman LZ-5[24]
- Douglas A-3B Skywarrior 142246[25]
- Douglas A-26C Invader 43-22499 Reida Rae[26]
- Douglas DC-3[27][19]
- Fairchild-Republic A-10A Thunderbolt II[28]
- Goodyear ZNP-K blimp control car[29]
- Gee Bee Model R -Réplica[30]
- Eastern FM-2 Wildcat 74120[31]
- Grumman F6F-5K Hellcat 79192[32]
- Heath LNB-4 Parasol[33]
- Kaman HH-43F Huskie[34]
- Kaman K-16B[35]
- Kaman K-225 N401A[36]
- Kaman SH-2F Seasprite 161905[37]
- Laird LC-DW 300 'Solution'[38]
- Lazor-Rautenstrauch LR-1A[39]
- Lockheed Model 10-A Electra 1052[40][41]
- Kaman K-16B[42]

- Lockheed TV-2 Shooting Star 138048 [43]
- Marcoux-Bromberg R-3 Special[44]
- Martin RB-57A Canberra 52-1488 [45]
- McDonnell Douglas F-4D Phantom II 66-0269 [46]
- McDonnell Douglas F-15C Eagle 85-101 [47]
- Nixon Special [48]
- North American B-25H Mitchell 43-4999 Dog Daze [49]
- North American F-100A Super Sabre 52-5761 [50]
- North American P-51D Mustang 44-72400 – Configuración de carrera [51]
- Northrop F-89J Scorpion 52-1896 [52]
- Pioneer Flightstar MC [53]
- LNE-1 de Pratt-Read [54]
- Republic P-47D Thunderbolt 45-49458 Norma [55]
- Republic RC-3 Seabee [56]
- Rutan Quickie [57]
- Sikorsky R-4B Hoverfly 43-46503 [58]
- Doman LZ-1A 43-45480 [59]
- Sikorsky S-39B [60]
- Sikorsky S-51 9602 [61]
- Sikorsky XH-39 [62]
- Sikorsky HH-52A Seaguard 1428 [63]
- Sikorsky CH-54B Tarhe 69-18465 [64]
- Sikorsky VS-44A Excambian [65]

### Aeronave en restauración
- Grumman E-1 Tracer[66]
- Grumman HU-16 Albatross[67]

### Aircraft in storage
- Aeronca 50C

- Bell H-13 'Sioux'

- Bensen B-8M

- Chalais-Meudon CM-5 Airship Engine Nacelle

- Corben (Reed) E 'Junior Ace'

- Chance Vought A-7D 'Corsair II'

- Chance Vought SSM-N-8 'Regulus I'

- de Havilland U-6A 'Beaver'

- Dyndiuk Sport

- Douglas A-4 'Skyhawk'

- Fairchild XSM-73 'Bull Goose'

- Fokker Dr. I Replica

- Granville Brothers Model A 'Sportster'

- Great Lakes 2T-1A Sportster Replica

- Grumman F9F-2 'Panther'

- Grumman TBM-3E 'Avenger'

- Gyrodyne QH-50C 'DASH'

- Gyrodyne XRON-1 'Rotorcycle'

- Harmening High Flyer Powered Parachute

- Hiller OH-23G 'Raven'

- Kaman HTK-

- Lockheed F-104C Starfighter 56-901[68]

- Lazor-Rautenstrauch LR-1A 'Nick's Special'

- Mead Primary Glider Réplica

- Mikoyan-Gurevich Mig-15bis

- Gruman F-14B 'Tomcat'

- Rockwell International Saberliner 65

- Monnett Monorai ‘S’

- McDonnell Douglas F-4D 'Phantom II'

- National Ballooning 358 (AX-8) Montgolfier

- North American AGM-28 'Hound Dog'

- North American F-86 'Sabre'

- Northrop OQ-2 'Shelduck'

- Piasecki HUP-2 'Retriever' (2)

- Piccard AX-1 'Jonathan'

- Radioplane YOQ-19

- Raven S-40 'Vulcoon'

- Rearwin 8135 'Cloudster

- Republic F-105B 'Thunderchief'

- Rutan Quickie

- Rutan VariEze

- Sikorsky S-16 -Réplica

- Sikorsky R-4B 'Hoverfly'

- Sikorsky LH-34D 'Seabat'

- Stinson 10-A

- Ultralight Products Mosquito 166

- Viking B-8 'Kitty Hawk'

- Vought SSM-N-8 'Regulus I'

- Waco YKC-S

- Zephyr ZAL